# ローラン・ロベール
ローラン・ロベール（Laurent Robert、1975年5月21日 - ）は、フランス海外県レユニオン出身の元同国代表サッカー選手。ポジションはMF。
フランスのモンペリエHSCでプロキャリアをスタートさせ、2001年にプレミアリーグのニューカッスル・ユナイテッドFCに移籍すると、高い精度を持つ左足を武器に活躍。その活躍から、「左足の魔術師」とも呼ばれた。フランス代表としては、2001年のコンフェデレーションズカップに参加し、同国初の優勝に貢献した。

## 人物
実子にはスコットランド3部に在籍するエアドリーオニアンズFCでプレーしているトーマス・ロベールが、実弟のベルトランとファビアンも同じくフランスを拠点に活動するプロサッカー選手である。